# Pasajul Lujerului
Pasajul Lujerului din București este un pasaj subteran mixt, rutier, cu 2 benzi pe sens și pentru Metroul ușor din București, care desparte cele două sensuri de circulație rutieră. Pasajul, inaugurat la 4 iulie 1987, are o lungime de 800 m, din care 400 m sunt acoperiți. Pasajul face legătura între cartierele Drumul Taberei (strada Brașov) și Crângași (bulevardul Virtuții), subtraversând Bulevardul Iuliu Maniu.
Paralel cu pasajul pentru autovehicule rutiere, există și un pasaj cu o linie simplă de cale ferată. Înainte de decembrie 1989, pasajul feroviar subteran realiza legătura între întreprinderea Semănătoarea București și rețeaua de căi ferate a CFR pentru transportul mașinilor agricole în toată țara. Începând cu anul 1990 acest pasaj nu a mai fost folosit și a intrat în paragină, devenind un focar de mizerie în zona centrală a Sectorului 6.
În anul 2002, pasajul a fost închis pe durata lucrărilor de modernizare a liniei de tramvai 41, pe care urma să circule primul metrou ușor din România.
În baza expertizei tehnice din 2004 și a studiului de fezabilitate din 2007, Administrația Străzilor a planificat reabilitarea Pasajului Lujerului pe baza unei hotărâri de Consiliu General. Lucrările efective au început la 30 noiembrie 2009, fiind planificate să dureze 8 luni.